# Лінія дев'яти пунктирів
Лі́нія дев'яти́ пункти́рів, U-поді́бна лі́нія, ка́рта дев'яти́ тире́ — лінія, яку використовує Китай для визначення власних територіальних зазіхань у водах Південнокитайського моря від материкового Китаю й острова Хайнань до узбережжя Малайзії та Брунею, що лежить майже на екваторі. В зону китайських інтересів підпадають:
- Парасельські острови (окуповані Китаєм), на які мають власні претензії також В'єтнам і Тайвань.
- острови Спратлі, морський шельф яких прогнозовано має великі поклади нафти і чию територіальну приналежність оскаржують також Філіппіни, Бруней, Малайзія, Тайвань і В'єтнам.

Карта з «лінією дев'яти пунктирів» була представлена ще урядом Республіки Китай 1947 році. У В'єтнамі вона також відома під назвою «Карта коров'ячого язика», чи «Карта шляху коров'ячого язика» (в'єт. Đường lưỡi bò). Згідно з китайськими джерелами ця лінія вперше з'явилася в лютому 1948 року як U-подібна лінія одинадцяти пунктирів на картах, що побачили світ у приватних публікаціях в Китаї.